# Chrysothesium minkwitzianum
Chrysothesium minkwitzianum är en sandelträdsväxtart som först beskrevs av Boris Fedtjenko, och fick sitt nu gällande namn av R. Hendrych. Chrysothesium minkwitzianum ingår i släktet Chrysothesium och familjen sandelträdsväxter. Inga underarter finns listade i Catalogue of Life.